# Viaggia insieme a me
Viaggia insieme a me è un brano musicale del gruppo italiano Eiffel 65, pubblicato come singolo nel 2003, estratto dall'album Eiffel 65.

## Descrizione
Nello stesso anno, con questo brano, gli Eiffel 65 si sono esibiti, per la quinta edizione consecutiva, al Festivalbar.
In un'intervista in occasione del decimo anniversario della pubblicazione dell'album Eiffel 65, il tastierista Maury ha affermato di essere molto legato a questo brano, avendolo scritto e composto un anno prima della nascita di suo figlio.
Questa canzone è stata pubblicata anche con testo in inglese col titolo "Follow Me". Questa versione può essere trovata nell'album "Eiffel 65 (Special Edition)".

## Tracce
1. Viaggia insieme a me (Roberto Molinaro Radio Cut) – 4:24
2. Viaggia insieme a me (Roberto Molinaro Extended Concept) – 6:58
3. Viaggia insieme a me (Album Edit) – 4:27